# Musmatta

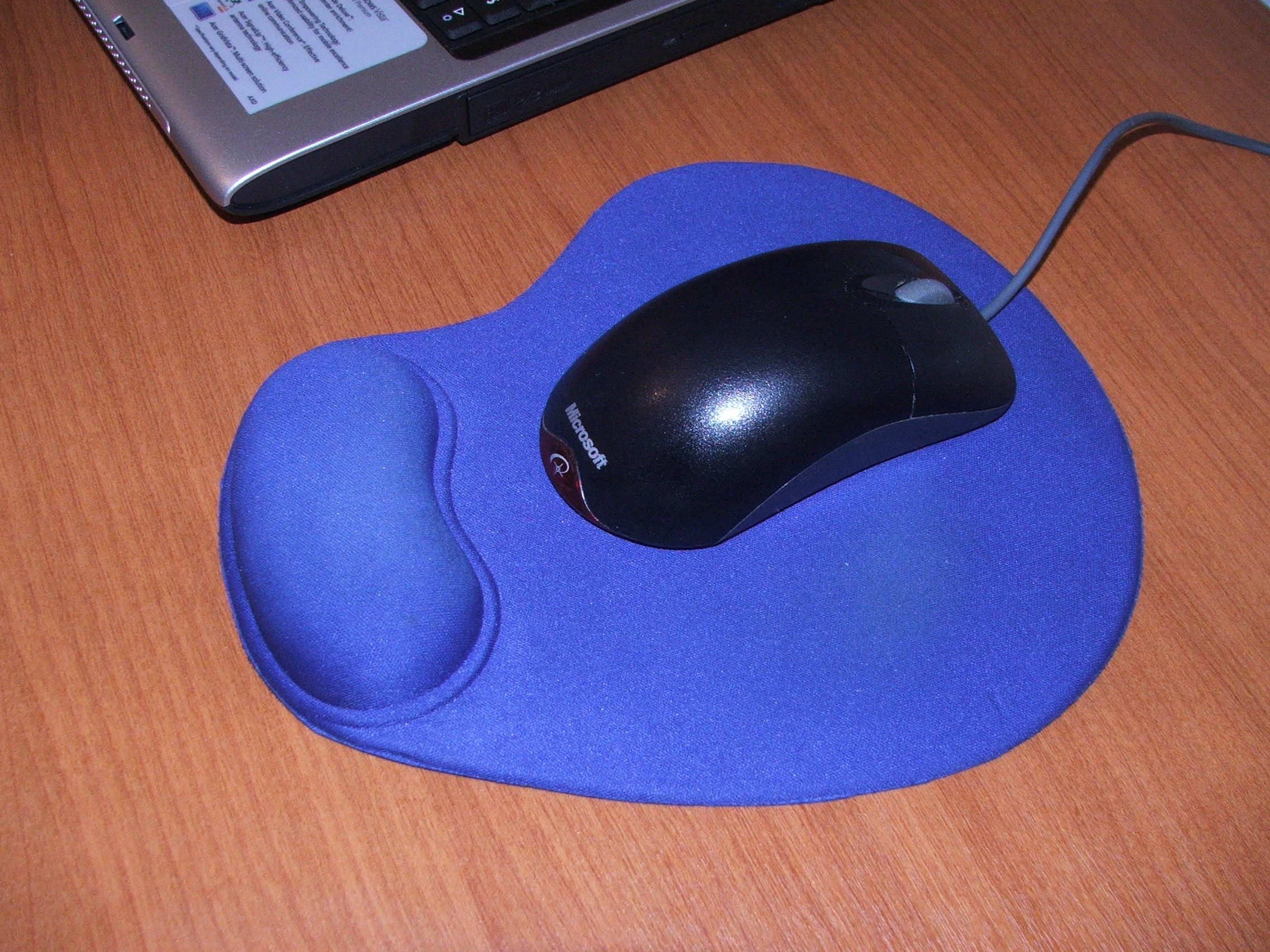
Musmatta med inbyggt handlovsstöd, samt mus.

Musmatta är ett underlag för en datormus i syfte att ge bättre rörelseprecision. Många är tillverkade av gummimaterial. Musmatta var ett av nyorden i svenska språket 1993.
Musmattan skapades ursprungligen för att den inbyggda kulan i mekaniska datormöss skulle få bättre fäste. Musmattorna hade därför en sträv ovansida. Senare kom optiska möss som inte har någon kula och därför inte är beroende av ojämnt underlag. För dessa skapades musmattor med mönster på ovansidan som medför att den optiska musen bättre läser av rörelser.
Särskilt för datorspelare som kräver precision finns särskilt utformade musmattor.
Storleken på musmattor kan variera. Det finns många olika typer av musmattor vad gäller utformning, egenskaper och extrautrustning. En vanlig variant är det ergonomiskt utformade med stoppat handlovsstöd som ska minimera risken för musarm.
Ordet musplatta används ibland som en synonym men det syftar egentligen på pekdonet styrplatta.